# Montefeltrano II Montefeltro
Montefeltrano II Montefeltro (? — 1254) fou fill i successor de Bonconte I Montefeltro el 1242 al comtat de Montefeltro, comtat de Pietrarubbia i comtat d'Urbino. A aquesta darrera ciutat va haver d'abandonar el títol comtal i assumir el de podestà per l'oposició de la població (ja es titulava podestà el 1252).
Va morir el 1254. Va deixar quatre fills: Guiu I Montefeltro, Tadeu II Montefeltro, Orlando (proposat el 27 d'agost de 1258 pel capítol de la catedral com a bisbe de San Leo, va ser elegit el 1275 i fins a la seva mort el 1282) i Feltrano (que el 27 d'agost de 1258, en un repartiment de territoris, va rebre alguns castells).